# Replicazione a cerchio rotante
La replicazione a cerchio rotante si applica a molti tipi di DNA virale ed al fattore F di Escherichia coli. Il primo passaggio è la produzione di un taglio in una sola delle due eliche, all'origine di replicazione. L'estremità 5' dell'elica tagliata è lasciata allontanarsi dalla molecola circolare. Il DNA circolare intatto agisce come stampo per l'elica leading (quella replicata in maniera continua). Con il procedere della replicazione l'estremità 5' del filamento tagliato è srotolata fuori come un filamento libero di lunghezza crescente, subito ricoperto di proteine SSB (queste stabilizzano la struttura impedendo alle due eliche di riassociarsi).
Mentre il cerchio ruota, la lingua a singola elica viene usata come stampo per un'elica lagging: la primasi sintetizza brevi primers di RNA che sono allungati dalla DNA polimerasi III in direzione 5'-3'. Questi primers vengono poi rimossi dalla polimerasi I e i vari frammenti infine sono uniti dalla DNA ligasi. L'elica che funge da stampo leading non si linearizza, per cui alla fine della replicazione si può avere una molecola lineare di DNA a doppia elica più lunga della circonferenza del cerchio, perché su questo la DNA polimerasi può continuare a replicare.